# Strehla
Strehla är en stad i det tyska distriktet Meissen i förbundslandet Sachsen. Staden har medeltida karaktär och ligger norr om Riesa vid floden Elbe. Namnet kommer från de sorbiska språken och betyder pil.

## Historia
Strehla nämns 1002 för första gången i en urkund. Staden uppkom vid en större handelsväg (saltvägen) som samtidig var Jakobsleden från Görlitz till Santiago de Compostela. Redan tidig säkrades vadstället i floden med en borg. Herrarna i Strehla (släkten Strele) räknas som släktingar till den sachsiska hertigen Widukind. Riddarna från Strehla hade stort inflytande över regionen Lausitz fram till städerna Storkow och Beeskow. Familjen Strele dog ut 1384. Under renässansen övertogs borgen av ätten Pflugk.
Under det Europeiska sjuårskriget ägde här den 20 augusti 1760 ett större slag rum mellan preussiska trupper och enheter av Tysk-romerska riket.
Vid andra världskrigets slutskede byggdes här den 22 april 1945 av Wehrmachtsenheter en provisorisk bro över Elbe. I närheten av staden mötes den 25 april 1945 mellan klockan 12 och 13 för första gången amerikanska och sovjetiska trupper på tysk mark. På grund av många döda civilister som stupade i slaget innan togs inga foton och sammanträffandet blev inte protokollerade. Dokumenten finns däremot för det andra sammanträffande en timme senare i ortsdelen Kreinitz som tillhör staden Zeithain. Initierade bilder togs först en dag senare.

## Sevärdheter
- Stadskyrkan i gotisk stil från 1400-talet (kyrkans äldsta delar är från 1209)
- Strehlas slott (den tidigare borgen), ombyggd under 1400- och 1500-talen
- Stadstorget med rådhuset i barockstil
- Flera monument över de nämnda mötena under andra världskriget

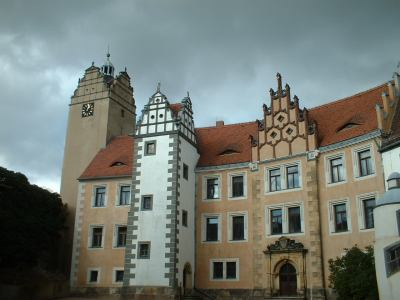
Strehlas slott
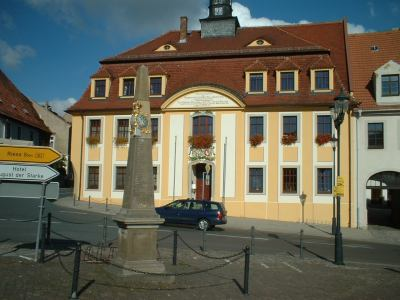
Rådhuset
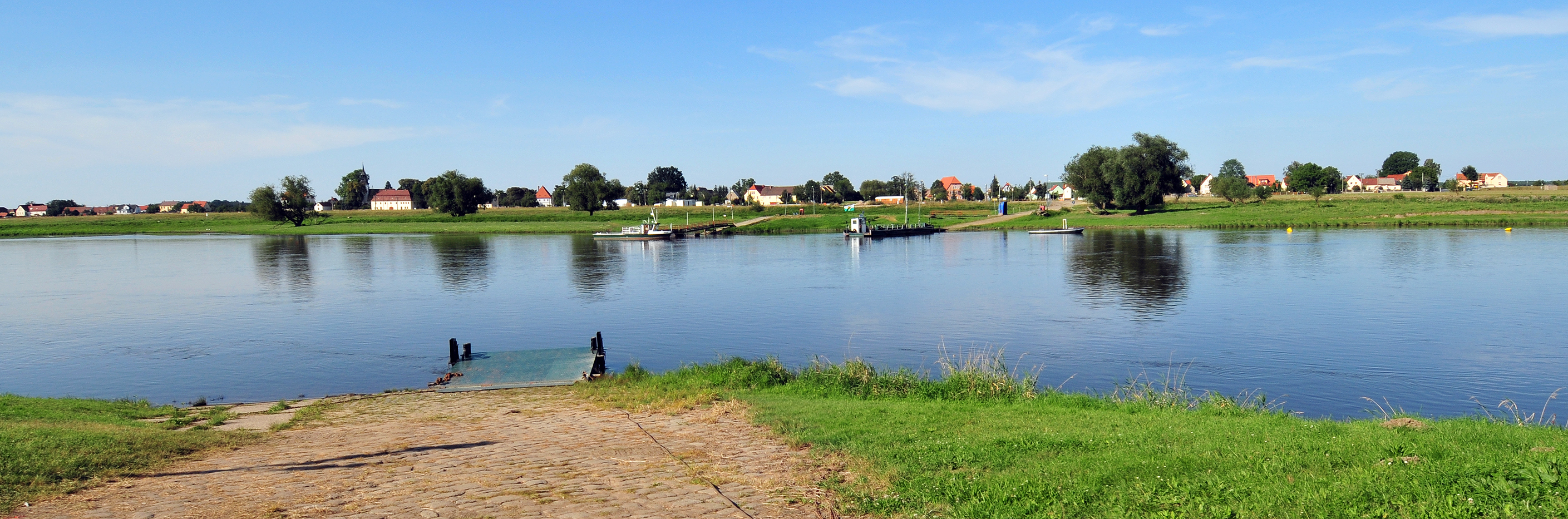
Vy från Strehla mot byn Lorenzkirch på andra sidan Elbe